# 高島線
高岛线（日语：／ Takashima sen */?）是连接神奈川县横滨市鹤见区鹤见站，和横滨市中区樱木町站的东海道本线的货物支线。有時會將其視為东海道货运线的一部分。

## 概述
高島線现有区於1964年6月1日全線開通。高島線在鹤见站连接东海道本线、东海道货运线、品鶴線和武藏野线，從鶴見站出發，到京急本线花月总持寺站附近為止與东海道货运线共線，在樱木町站，与根岸线相连。
东日本旅客铁道为高島線的第一種鐵道事業拥有线路，但没有定期旅客列车，仅在极少数情况下运营临时列车和团体列车。日本货物铁道則以第二種鐵道事業者的身分運營货物列车，但没有线路内列车，高島線作为连接根岸线和鶴見以東各貨物線的連接線。

### 路线数据
- 營運商：

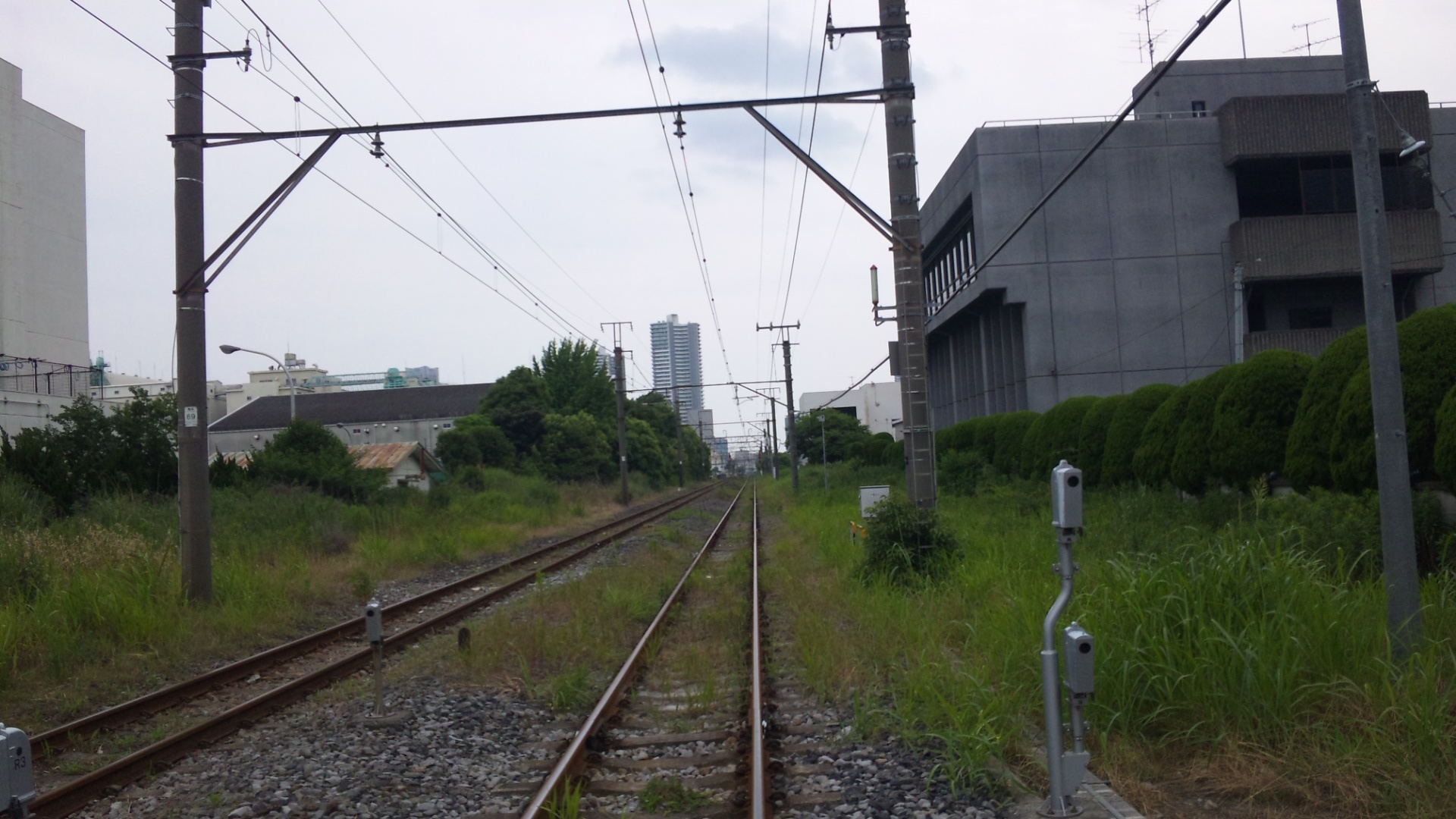
高岛线出田町附近

  - 东日本旅客铁道（第一種鐵道事業）、日本货物铁道（第二種鐵道事業者）：
    - 鹤见 - 樱木町間 8.5公里* 无客运里程設定。
- 車站数：3站
- 軌距：1,067毫米
- 複線區間：鹤见 - 东高岛（与东海道货物线共線至花月总持寺站附近）
- 电气化區間：全線（ 直流電 1,500V ）

全線由JR东日本横滨分支社管辖。

## 運行形態

### 貨物列車
目前全線只有東高島站停靠列車，高島線作為從根岸线根岸站  到发的货运列车，以及逗子站到发的甲種车辆運送列車，前往鹤见以东的聯絡線。 白天大約每 30 分钟有一班列車往來。
过去有往返新興站的化学品运输、往返駐日美军基地“横滨北码头”的航空燃料專用線、往返日本製粉的小麦运输專用線和往返横滨市场的鲜鱼运输。高島站內曾有横滨機關區（原高岛機關區），貨物列車在該處更换机车後前往臨港地區。
1950年代以前横滨线的货运鼎盛時期，生丝也从八王子等地运送到高島線的支線海神奈川站。曾经有一条连接东神奈川站和高岛線的货运支线。

### 旅客列车
高島線没有定期运行的旅客列车。過去臨時特急“滨甲斐路”使用的185系回送列車在周六和节假日早上，經高島線回送，但中央线特急列车的運行形態於2019年3月时刻表產生变化，滨甲斐路被废除，經高島線的回送列車也停止運行。
臨時列车的部分，在部分特殊紀念活動曾經多次開行。当地政府，正在推動高岛线和东海道货运支线客貨併用化，並提出相關計畫。目前該計畫成為JR東日本羽田機場Access線的一部分，但羽田機場Access線計畫並未包含高島線。

## 历史

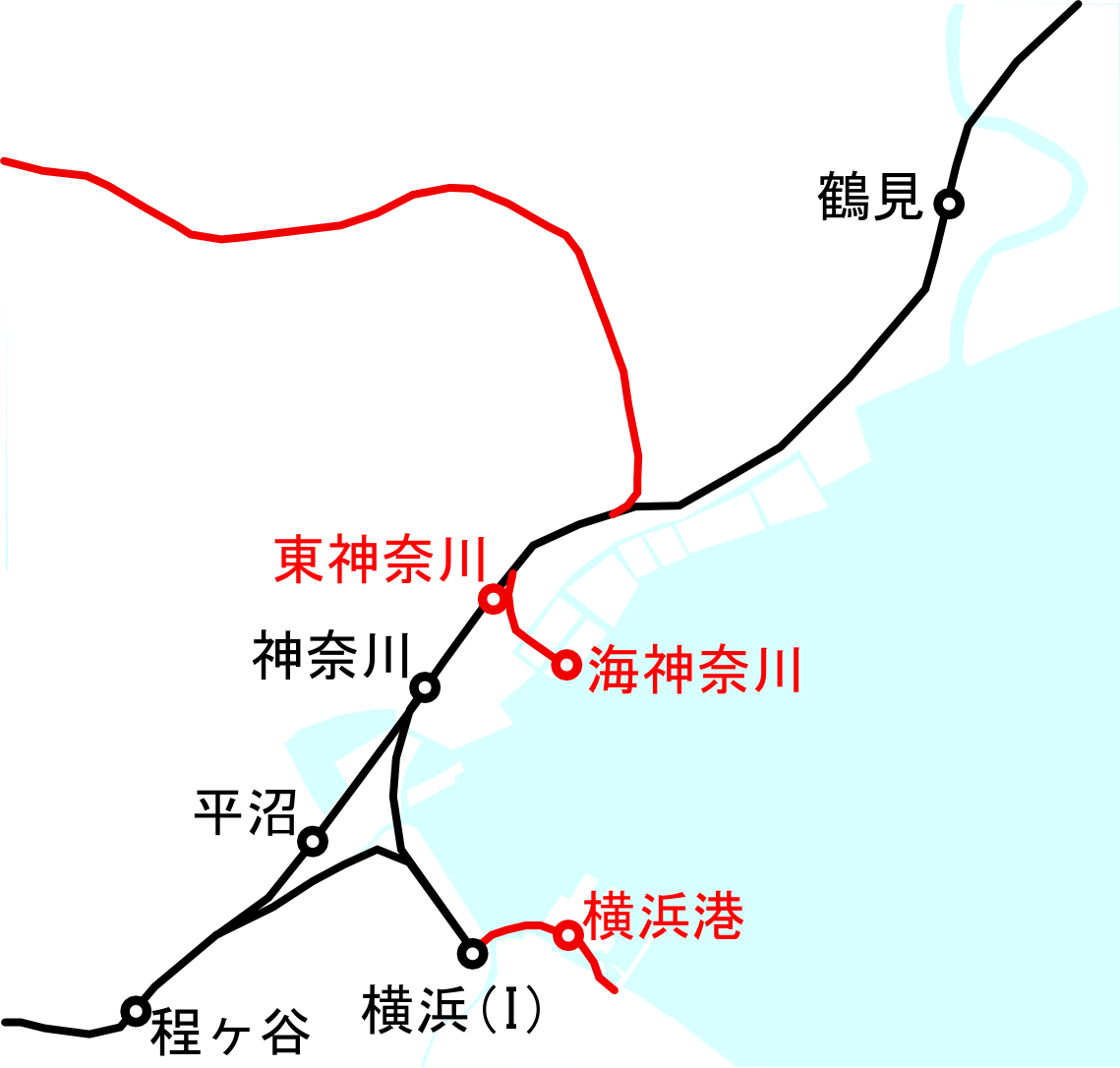
1912年橫濱港周邊鐵路網。
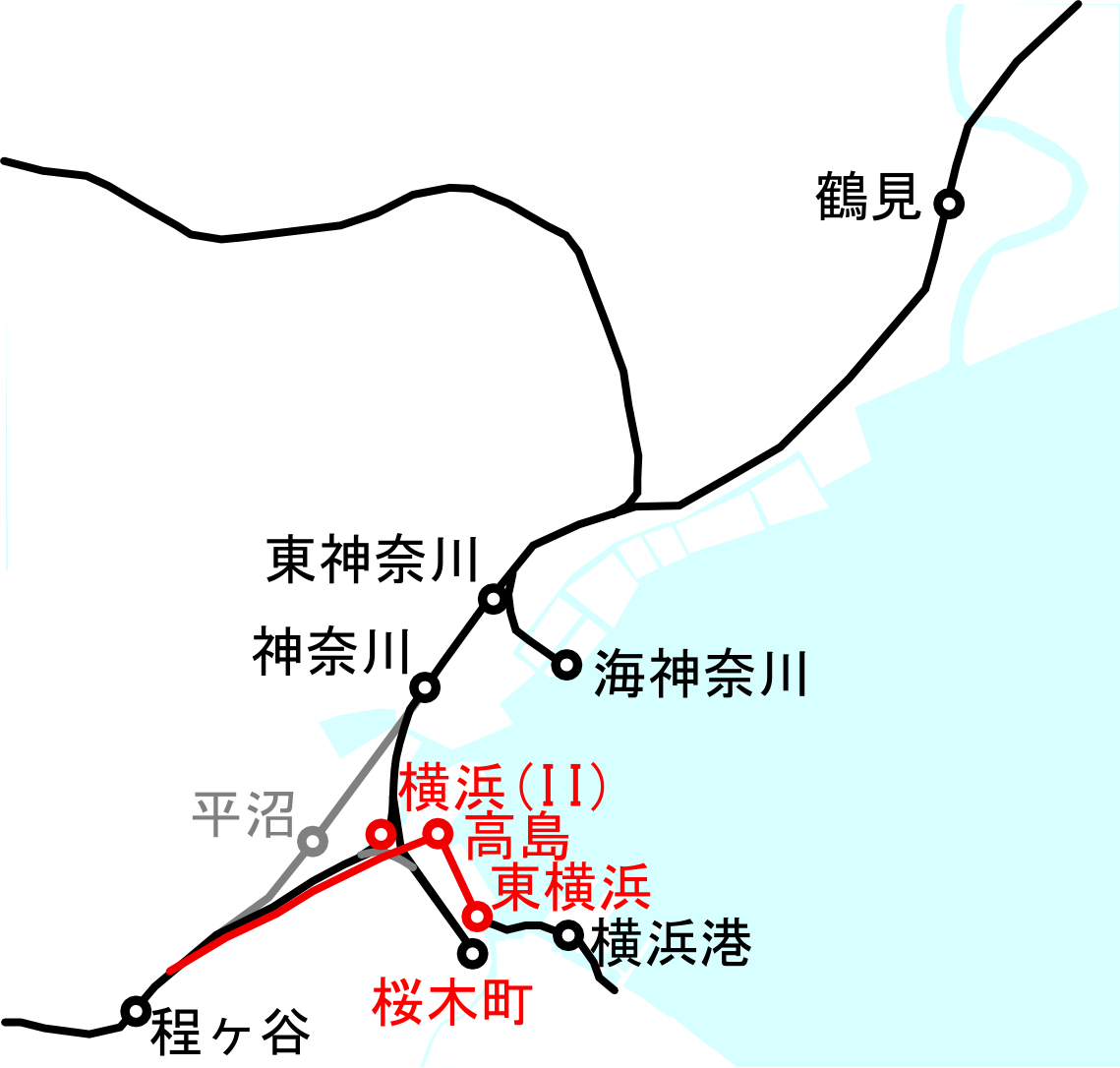
1916年橫濱港周邊鐵路網。
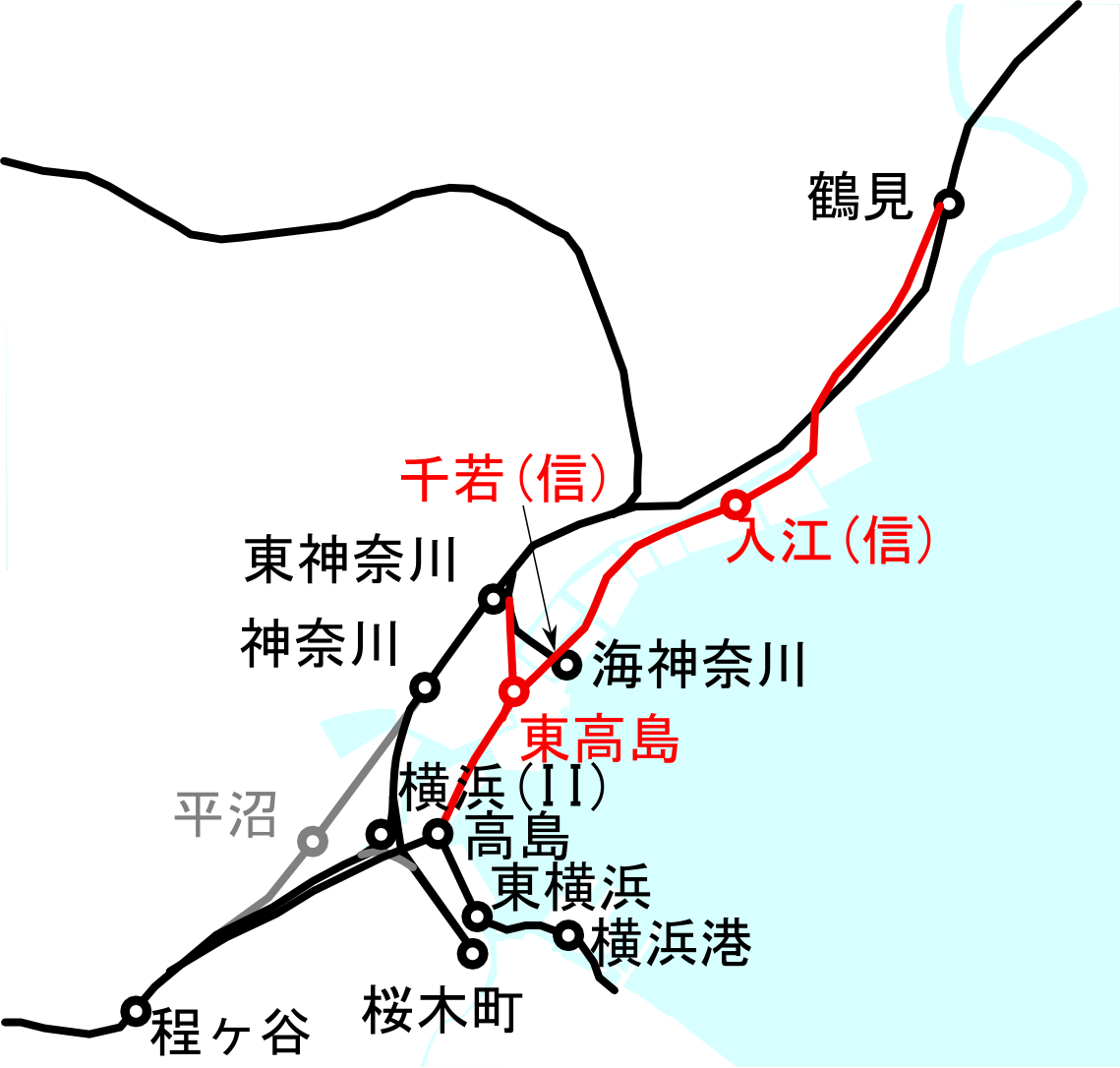
1924年橫濱港周邊鐵路網。
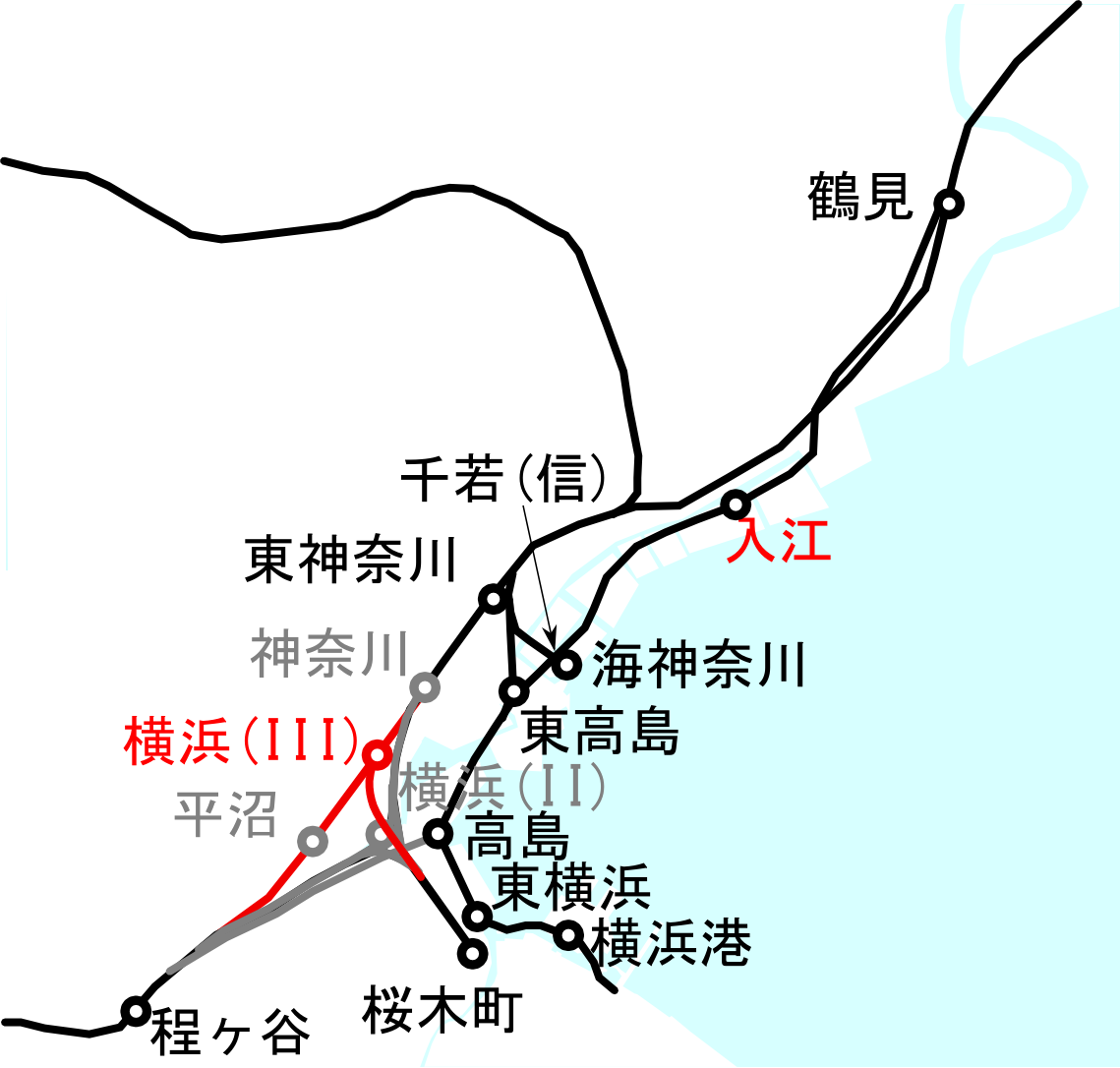
1929年橫濱港周邊鐵路網。
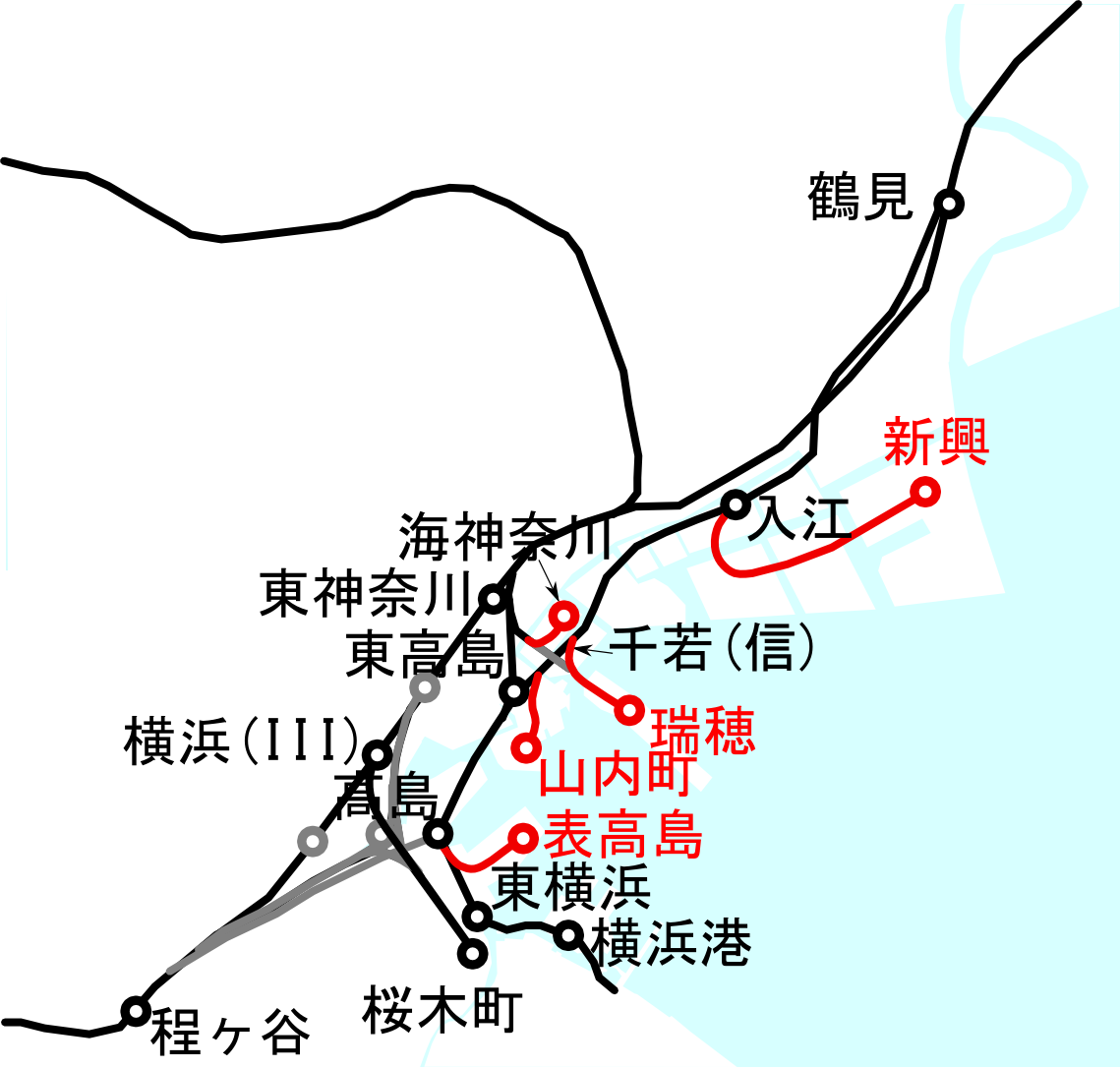
1935年橫濱港周邊鐵路網。

### 路線開通

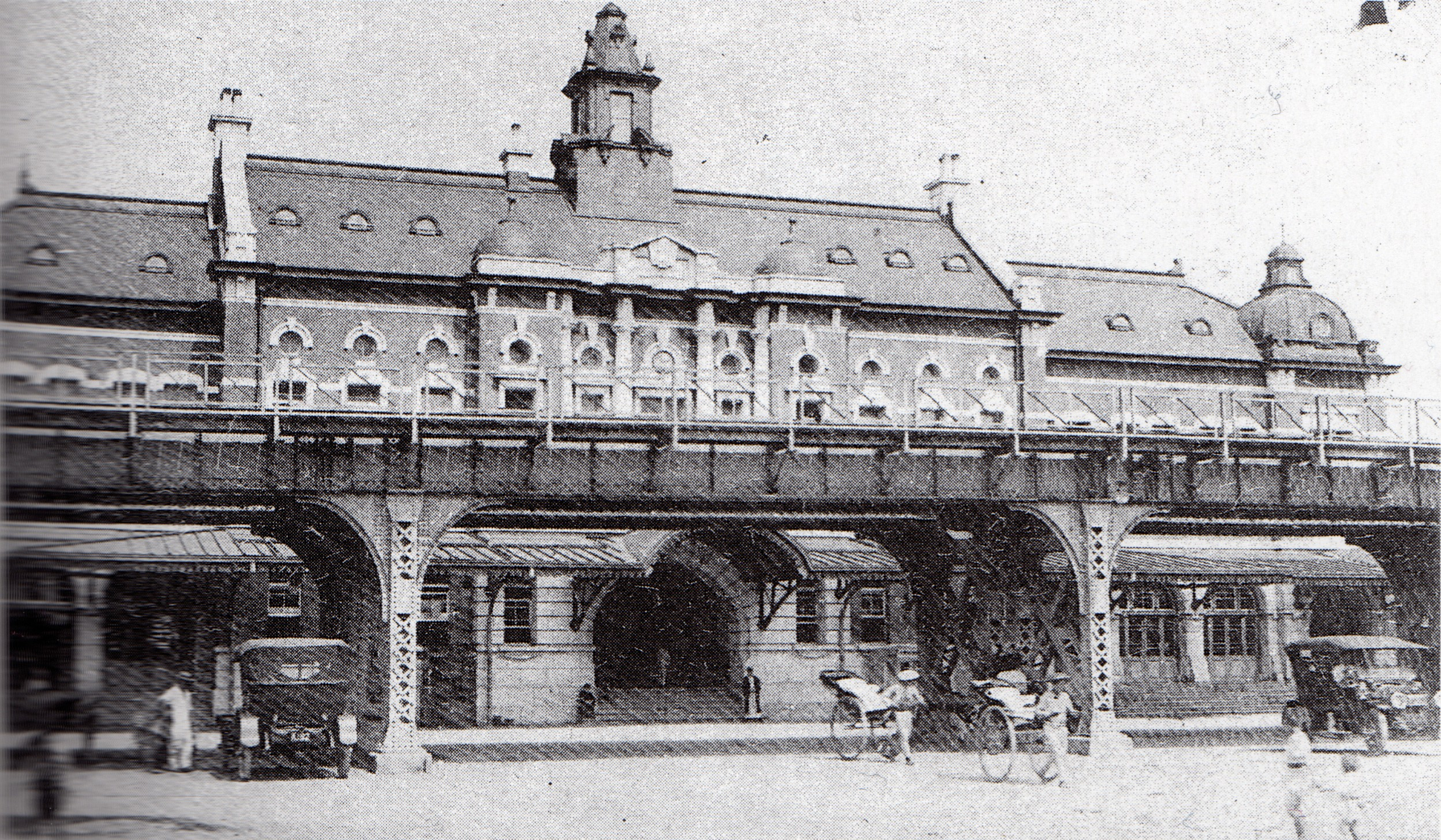
第二代橫濱站和穿過站體前方的高架貨運線。

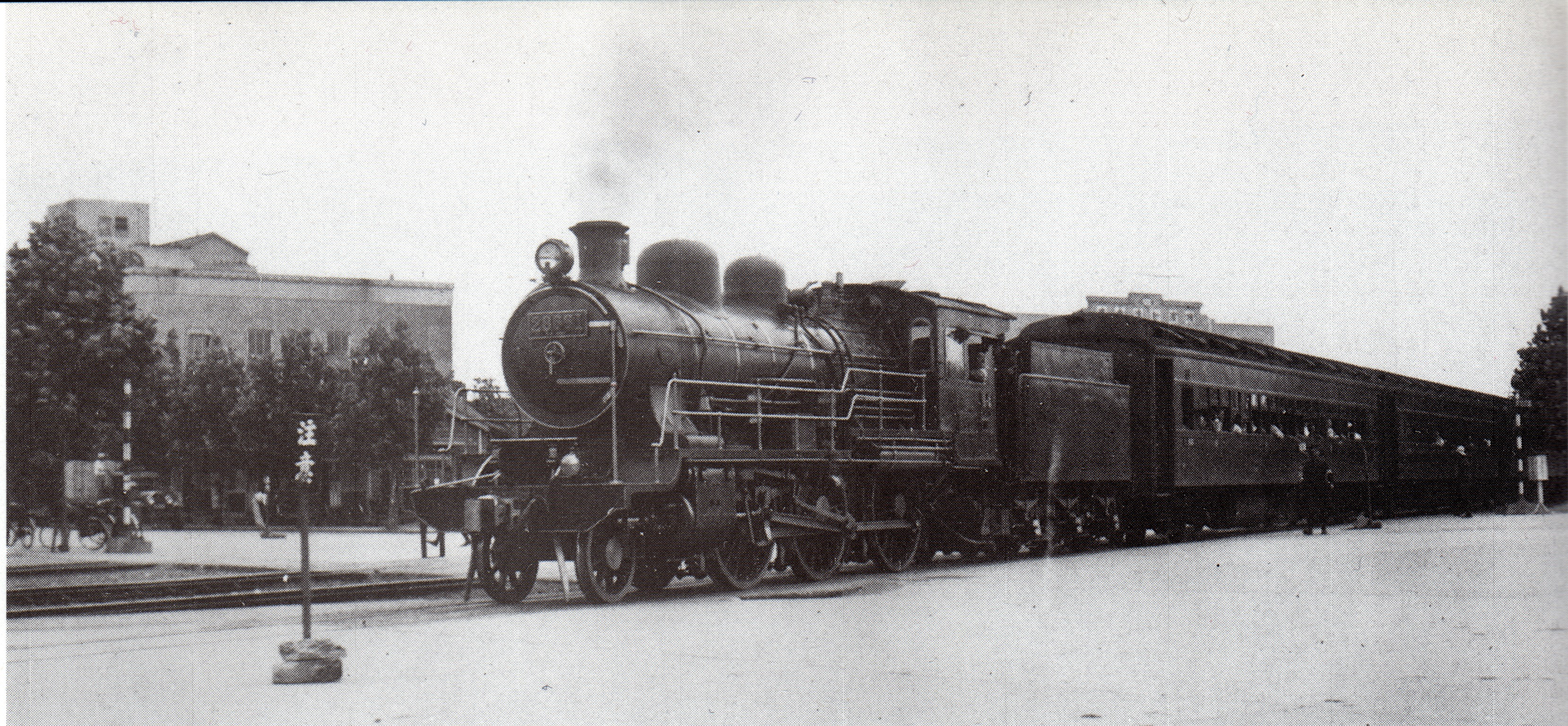
位於橫濱港站開往東京方向的船車聯絡列車。(1935年)

1872年日本第一條鐵路從新橋站至橫濱站 (初代，今日櫻木町站)開通。1908年私鐵公司「橫濱鐵道」為了將生絲從八王子運送至橫濱開通橫濱線鐵路，並從橫濱線終點東神奈川站建設鐵路線至沿岸海神奈川站的海陸連絡線，從東神奈川到海神奈川的鐵路成為高島線 (包含支線)最早通車的路段。
另外配合橫濱港新碼頭建設工程，進入碼頭的港口聯絡鐵路也開始進行施工，1911年稱為稅關線的港口聯絡鐵路投入使用，從初代橫濱站到横濱港貨物裝卸所。當時東海道本線列車進入橫濱後必須折返才能繼續前往神奈川站或程谷站方向，為了提升運轉效率，決定設置第二代橫濱站，並將橫濱站的客運與貨運分離。客運部分在1915年8月15日第二代橫濱站開通後，第一代橫濱站更名為櫻木町站，只保留客運功能。貨運部分1913年設置高島貨物裝卸所，1915年12月30日高島貨物裝卸所改為高島站，第一代橫濱站的貨運功能轉移至東横濱站，高島到程谷的貨運線開通，形成程谷 - 高島 - 東橫濱 - 橫濱港的貨運線，該線正好從第二代橫濱站體前方通過。
1917年6月17日鶴見到高島的貨物線通車，成為今日高島線的主線，貨物列車不須再前往程谷站接入東海道本線，而是直接前往鶴見，在鶴見接入東海道本線，實現鶴見到程谷之間客貨運列車分離運行。1920年7月23日横濱港貨物裝卸所升格為横濱港站，開設東京站到横濱港站的船車連絡列車，高島線開始有客運業務。

### 路網重組與擴張
1923年發生關東大地震導致橫濱地區鐵路設施損壞，以此為契機趁著修復展開橫濱地區鐵路網的擴充和重組。1928年8月21日品鶴線開通，從品川到平塚的與東海道本線平行的東海道貨物線完工，貨物列車經由東海道貨物線，不再需要經過高島線，程谷 - 高島區間於是在1929年廢止。
1920~1930年代由於橫濱港工業區的發展，在橫濱港地區建設數條臨港鐵道，分別通往新兴站、山内町站、表高島站、瑞穗站，1935年通往瑞穗站的支線開通，橫濱港地區臨港鐵路網鋪設完成。當時橫濱進口的豆粕、大豆、磷酸銨、重油、木材、石材、小麥、煤、台灣米，以及出口的生絲，都經由鐵路在港口和內陸間轉運。1941年由於二戰愈加激烈，美國對日本宣戰，橫濱港站的船車聯絡列車停止運行。船車聯絡列車戰前最終運行日沒有明確記錄，據推測為1941年7月16日，該日日本郵船的淺間丸最後一次前往美國。在二戰期間橫濱地區的鐵路因為轟炸受到一定損失。

### 戰後發展
二戰結束後橫濱港區每個車站都被用作同盟國占領軍的運輸基地。橫濱還是冷藏車運輸的據點。來自美國的冷凍船運來的肉類和蔬菜在橫濱港卸貨，裝上冷藏車，運往全國各地的美軍基地。日本方面，運輸鮮魚也使用冷藏車，朝鲜战争期間橫濱地區的鐵路也負責將駐紮在關東地區的駐日美軍部隊運送到九州。橫濱港直到1956年5月10日才歸還日本，但美軍仍繼續使用瑞穗碼頭。1958年通往瑞穗站的支線從國鐵營業線廢除，轉移為美軍專用線，直到2021年3月31日歸還日本。1959年由於橫濱線貨運量減少，連接橫濱線的東神奈川和海神奈川站相關支線廢止。
1957年8月28日東京站到横濱港站的船車連絡列車恢復營運，但是由於航空運輸取代遠洋客輪，因此在1960年8月27日美日間遠洋客輪冰川丸最後一次運行後，橫濱港的船車連絡列車也停止運行。
1964年根岸線櫻木町 - 磯子開通，為了聯絡根岸線貨物列車，使用高島 - 東橫濱區間的一條軌道，開通高島線高島 - 櫻木町的路段，成為主線，高島 - 橫濱港降為支線。由於高島線當時為非電氣化鐵路，因此根岸線貨物列車須使用蒸汽機車牽引，高島 - 東橫濱成為單線鐵路。另外1958年橫濱港山下碼頭建成，計劃建設橫濱港 - 山下埠頭的山下临港线，但是路線經過山下公園，因景觀問題曾遭到強烈反對，之後通過高架解決爭議，1965年山下临港线開通，相關業務委託神奈川臨海鐵道營運。
1970年9月15日高島線鶴見 - 櫻木町電氣化，根岸線的貨物列車得以改用電力機車牽引，10月1日蒸汽機車退出高島線日常營運。

### 臨港線衰退

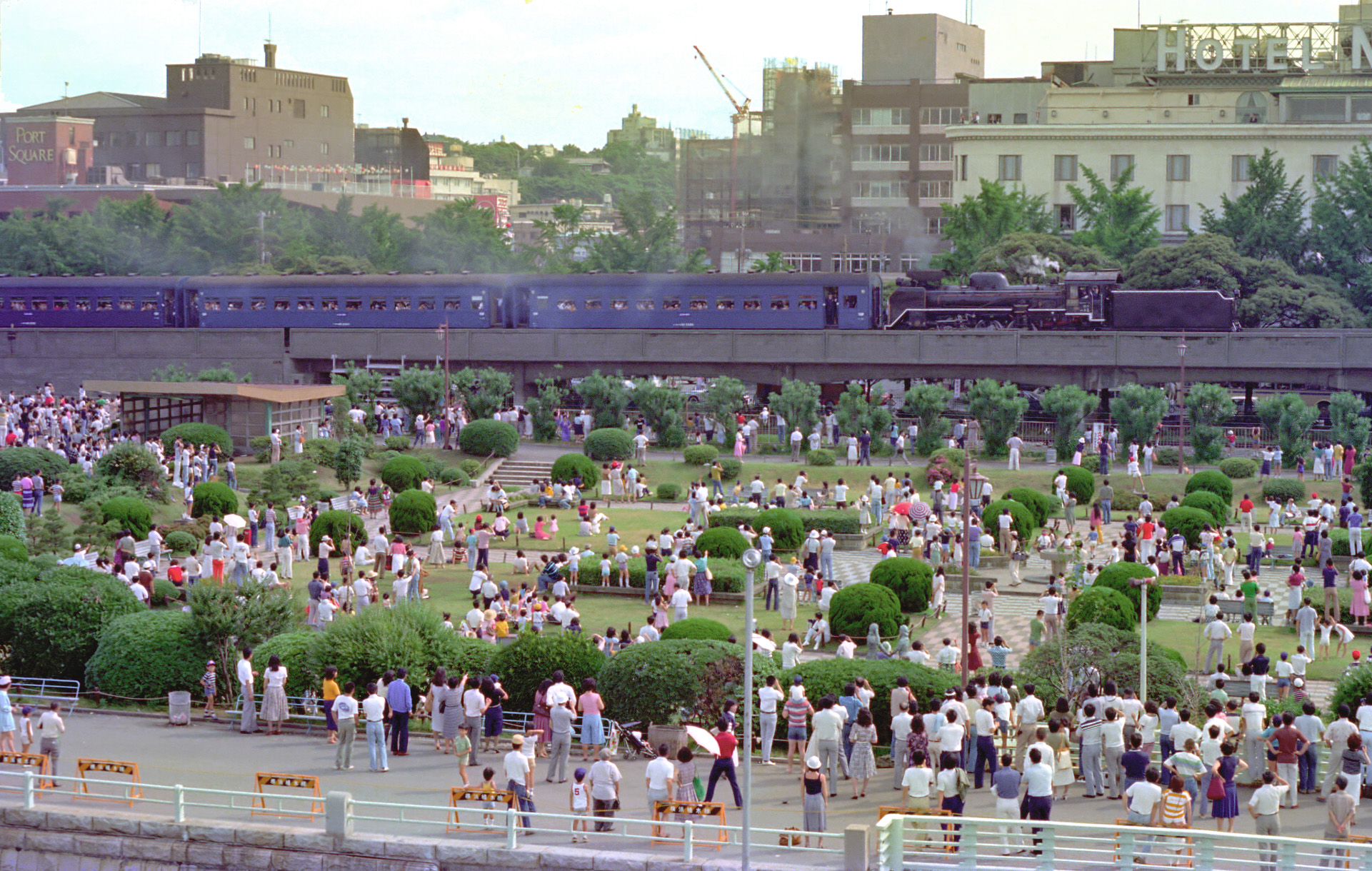
C58型牽引橫濱港開港120週年和橫濱商會成立100週年紀念列車途經山下临港线山下公園區間。

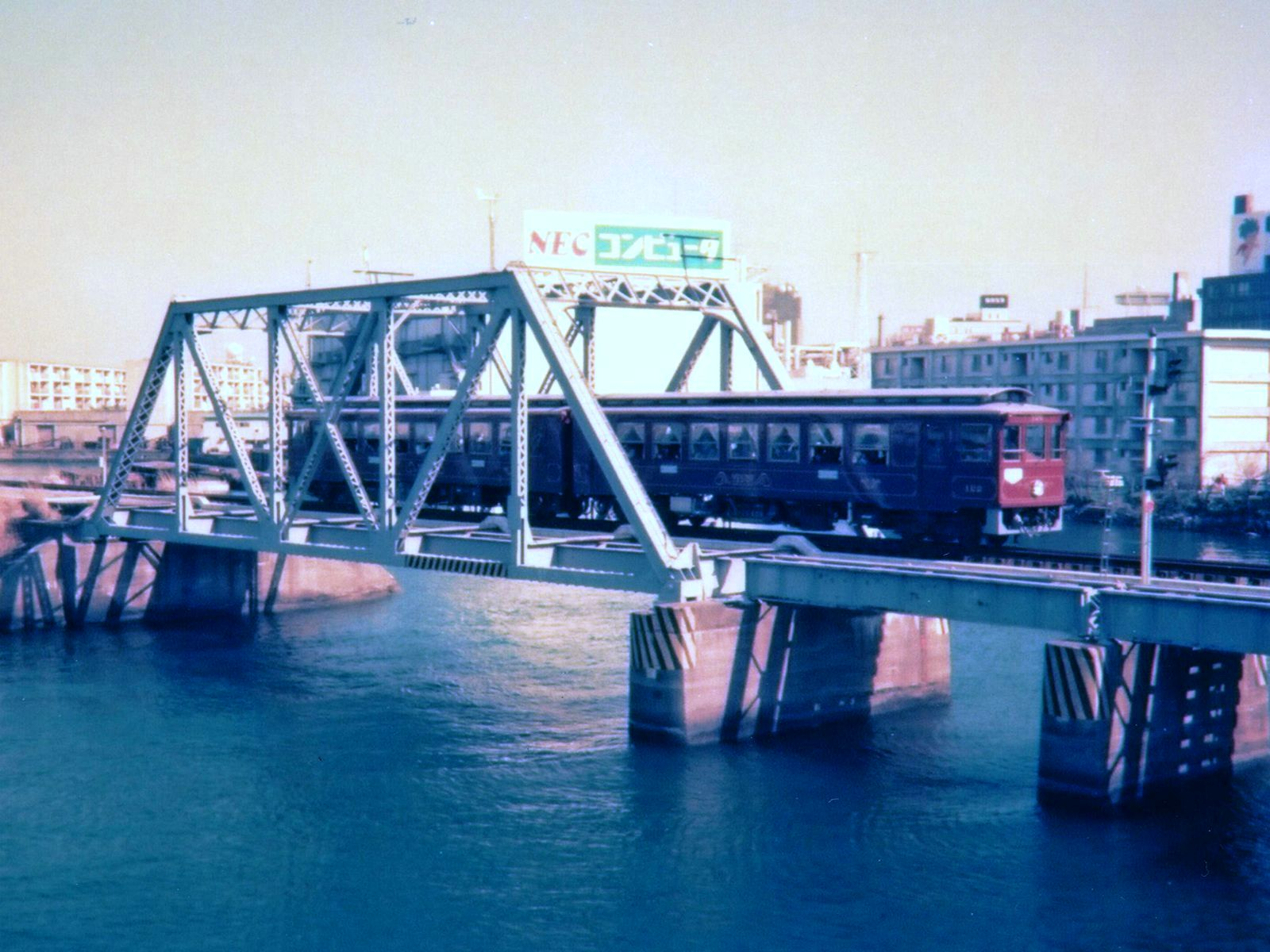
橫濱博覽會臨港線列車，博覽會結束後，列車轉賣給三陸鐵道即三陸鐵道36-300形柴聯車。

1960年代之後貨物運輸逐漸由卡車取代，港口的貨物也從單一的裝卸碼頭，轉變為不同貨物在不同的專用碼頭裝卸，於是到了1970年代臨港線線路開始萎縮，1979 年東橫濱站降為東橫濱信號場。1980年6月13日至15日山下临港线在紀念橫濱港開港120週年和橫濱商會成立100週年活動中，曾經使用蒸汽機車C58型載客，是山下臨港線第一次客運服務。
1981年東橫濱 - 橫濱港改為單線鐵路，高島 - 橫濱港 - 山下埠頭區間皆為單線。1982年東橫濱信號場廢止，橫濱港站降格為橫濱港信號站，表高島、橫濱市場支線被廢止。1985年入江站廢止。1986年位於高島站的橫濱機關區廢止，高島站降級為高島信號場，山下临港线廢線，高島信號場到橫濱港信號場停止貨運業務，仍保留客運業務但沒有實際運行的客運列車。1987年3月31日國鐵分割民營化前夕，高島信號場到橫濱港信號場的客運功能也廢除，橫濱港信號場被廢止，但高島信號場恢復為高島站。
1989年3月25日 - 10月1日，橫濱博覽會期間，橫濱博覽會協會利用山下临港线的部分舊線位鋪設軌道供旅客輸送使用，稱為橫濱博覽會臨港線，使用柴聯車運行，博覽會結束後便拆除。1995年高島站廢站，東高島以南單線化，複線区間僅剩鶴見 - 東高島。1997年隨著高島站舊址的整頓，該路段西移並地下化。
1997年高島 - 橫濱港舊線路的跨港橋樑整治為人行步道汽車道，2000年山下临港线在山下公園內的高架貨運線完成拆除，2002年山下临港线也整治為人行步道山下臨港線長廊。2010年新兴站實質廢除，但營運里程直到2019年才更改。

## 车站列表

### 現有区間
- 接續路線只列出JR东日本的現存路線。
- 所有車站均在神奈川縣橫濱市內。

| 站名       | 站名     | 站名             | 站間距離（公里） | 營業距離（公里） | 连接路线                                                        | 地点            | 地点     |
| 中文站名   | 日文站名 | 英文站名         | 站間距離（公里） | 營業距離（公里） | 连接路线                                                        | 地点            | 地点     |
| ---------- | -------- | ---------------- | ---------------- | ---------------- | --------------------------------------------------------------- | --------------- | -------- |
| 鶴見       |          | Tsurumi          | 0.0              | 0.0              | 東海道本線（本線・品鶴線・東海道貨物線） 武藏野線 南武線 (支線) | 神奈川縣 橫濱市 | 鶴見區   |
| 入江       |          | Irie             | 3.5              | 3.5              |                                                                 | 神奈川縣 橫濱市 | 神奈川區 |
| 千若信號場 |          | Chiwaka shingōjō | 1.7              | 5.2              |                                                                 | 神奈川縣 橫濱市 | 神奈川區 |
| 東高島     |          | Higashitakashima | 0.4              | 5.6              |                                                                 | 神奈川縣 橫濱市 | 神奈川區 |
| 高島       |          | Takashima        | 1.0              | 6.6              |                                                                 | 神奈川縣 橫濱市 | 神奈川區 |
| 櫻木町     |          | Sakuragicyō      | 1.9              | 8.5              | 根岸線                                                          | 神奈川縣 橫濱市 | 中区     |

### 废止区間
货运支线（新兴线， 2010年废止， 2019年废止营业里程设定）
入江站 (0.0公里) - 新兴站(2.7公里)
入江站到新兴站的2.7公里路线事实上是支线，但在营业里程设置方面JR貨物，將两者合计因此鹤见 - 樱木町之间显示为11.2公里。即使在2010年新兴站被废除后，仍然显示为11.2公里，这种情况直到2019年才改变。
货运支线（瑞穗线、1958年废止）
东高岛站（0.0公里）- 千和信号站- 瑞穗站（2.2公里）
通往美军使用的横濱北码头，1958年作为日本国铁的營業线被废除，但仍作为駐日美军专用线使用，2021年3月31日，該線路歸還日本，目前為休止狀態，預計拆除。線路上擁有建於1934年的日本第一座焊接鐵路橋。
货运支线（橫濱市場線、1982年废止）
东高岛站（0.0公里）- 橫濱市場站（1.2公里）
货运支线（表高島線、1982年废止）
高岛站（0.0公里）- 表高島站（1.3公里）
支线（横濱临港线、1987年废止）
高岛站（0.0公里） - 東横濱站（1.8公里） - 横濱港站（4.3公里）
货运支线（山下临港线、1986年废止）
横濱港站（0.0公里）- 山下埠頭站（2.0公里）
货运支线（東高島線、1959年废止）
东神奈川站（0.0公里）- 东高島站（1.5公里）
货运支线（1959年废止）
东神奈川站（0.0公里）- 海神奈川站（2.0公里）
货运支线（保土谷線、1929年废止）
高岛站（0.0公里）- 程谷站（3.38公里）

### 網站
1. ↑  神奈川県. . 神奈川県.   [2022-05-18]. （原始内容存档于2022-04-03） （日语）.
2. ↑  . ITmedia ビジネスオンライン. 2013-03-29  [2022-05-18]. （原始内容存档于2021-04-18） （日语）.
3. ↑  . 中廣新聞網 (中國廣播公司). 2019-02-13  [2019-03-08]. （原始内容存档于2019-03-08）.
4. 1 2  . 東洋経済オンライン. 2021-03-19  [2022-06-03]. （原始内容存档于2022-03-31） （日语）.

### 書籍
- 初版. JTB. 1998-10-01.
- 野田正穂・原田勝正・青木栄一・老川慶喜 (编).  第1版. 日本経済評論社. 1996-09-10. ISBN 4-8188-0830-X.
- 長谷川弘和.  初版. JTBパブリッシング. 2004-11-01. ISBN 4-533-05622-9.
- 1. 日本國有鐵道. 1969-04-01.
- 6. 日本国有鉄道. 1972-10-01.
- 河原匡喜.  第2刷. 光人社. 2000-06-08. ISBN 4-7698-0954-9.
- 渡辺一策. . RM LIBRARY 上 初版. ネコ・パブリッシング. 2001-10-01. ISBN 4-87366-256-7.
- 横浜港振興協会・横浜港史刊行委員会 (编). . 横浜市港湾局企画課. 1989.
- 横浜港振興協会・横浜港史刊行委員会 (编). . 横浜市港湾局企画課. 1989.
- 横浜市港湾局 (编). . 横浜市港湾局. 1983.